# Copa Paulista de Futebol Feminino
A Copa Paulista é uma competição de futebol feminino organizada pela Federação Paulista de Futebol (FPF). Foi estabelecida em 2019 com o intuito de ampliar o número de torneios na modalidade, tendo o Palmeiras como o primeiro campeão. O clube detém a posição de maior vencedor do torneio, com dois títulos.
Desde a sua primeira edição, a competição tem sido disputada por quatro equipes em um sistema de jogos eliminatórios, no qual os vencedores avançam para a decisão. Contudo, ao longo das edições, o regulamento sofreu algumas alterações, notadamente em relação ao método de qualificação e à quantidade de datas, especialmente na transição da primeira para a segunda edição.

## História
A primeira edição da Copa Paulista foi totalmente disputada na cidade de Vinhedo, mais precisamente no estádio Nelo Bracalente. No jogo inaugural do torneio, realizado em 12 de outubro de 2019, Palmeiras e São José protagonizaram um confronto no qual a primeira equipe saiu vitoriosa com um placar de 2–0. Poucas horas depois, o São Paulo triunfou sobre o Juventus, abrindo uma vantagem de dois gols na primeira parcial. Embora o adversário tenha reduzido a diferença no placar, o São Paulo ampliou nos minutos finais da partida. Uma semana mais tarde, Palmeiras e São Paulo confirmaram suas classificações para a final. O terceiro e último dia da edição ocorreu em 26 de outubro, quando o São José venceu o Juventus na disputa pelo terceiro lugar com um placar de 2–0. Posteriormente, Palmeiras e São Paulo enfrentaram-se na final. Apesar de as são-paulinas abrirem o placar nos minutos iniciais com um gol de Cristiane, o adversário reverteu a desvantagem ainda no primeiro tempo, conquistando o título, o primeiro após a reativação da modalidade.
Para a segunda edição, os participantes foram determinados pela classificação do Campeonato Paulista de 2020. São José e São Paulo retornaram ao torneio, enquanto Santos e AD Taubaté estrearam. Na fase inicial, Santos e São Paulo não enfrentaram dificuldades para eliminar seus respectivos adversários, vencendo ambos os jogos disputados. Ao contrário do ano anterior, a decisão foi disputada em duas partidas. A primeira ocorreu em 13 de dezembro, no estádio Urbano Caldeira, e a equipe da Baixada Santista conquistou a vitória com os gols de Amanda Gutierres e Nicole. No entanto, o adversário igualou o confronto no segundo jogo, mais especificamente no primeiro tempo, com dois gols de Jaqueline Ribeiro. O São Paulo não conseguiu ampliar o placar e acabou perdendo o título na disputa por pênaltis.
O critério de qualificação manteve-se consistente da segunda para a terceira edição, com o retorno de AD Taubaté, Palmeiras e São José, além da estreia do Red Bull Bragantino. Palmeiras e São José avançaram para a decisão, sendo a primeira equipe a vencer no placar agregado por 4 a 2. No ano seguinte, foi a vez do Corinthians triunfar sobre o Red Bull Bragantino. Por sua vez, o Bragantino retornou à decisão em 2023, mas foi novamente derrotado, desta vez para a Ferroviária.

## Formato
O formato da competição manteve-se semelhante ao longo dos anos, com quatro equipes disputando jogos eliminatórios e os vencedores avançando para a final. Na decisão da primeira edição, foi disputada em partida única, e as duas equipes eliminadas realizaram um jogo para definir a terceira colocação. No ano seguinte, os times eliminados não competiram pelo terceiro lugar, e a decisão foi definida em duas partidas, condições que permaneceram em vigor em 2021, 2022 e 2023.

## Campeões

### Títulos por clube
| Pos | Clube               | Títulos | Vices | Semifinais |
| --- | ------------------- | ------- | ----- | ---------- |
| 1   | Palmeiras           | 2       | —     | —          |
| 1   | Santos              | 2       | —     | —          |
| 3   | Corinthians         | 1       | —     | —          |
| 3   | Ferroviária         | 1       | —     | —          |
| 5   | Red Bull Bragantino | —       | 3     | 1          |
| 6   | São Paulo           | —       | 2     | —          |
| 7   | São José-SP         | —       | 1     | 4          |
| 8   | AD Taubaté          | —       | —     | 5          |
| 9   | EC São Bernardo     | —       | —     | 1          |
| 9   | Juventus-SP         | —       | —     | 1          |

### Títulos por cidade
| Pos | Cidade                | Títulos | Vices | Semifinais |
| --- | --------------------- | ------- | ----- | ---------- |
| 1   | São Paulo             | 3       | 2     | 1          |
| 2   | Santos                | 2       | —     | —          |
| 3   | Araraquara            | 1       | —     | —          |
| 4   | Bragança Paulista     | —       | 3     | 1          |
| 5   | São José dos Campos   | —       | 1     | 4          |
| 6   | Taubaté               | —       | —     | 5          |
| 7   | São Bernardo do Campo | —       | —     | 1          |